# Забрат (аэропорт)
Аэропорт Забрат (азерб. Zabrat hava limanı) — аэропорт в Азербайджане, расположенный вблизи посёлка Забрат (Баку).
В 1960-е годы в Забрате базировался авиаотряд Ан-2 («кукурузник») сельскохозяйственной авиации.
В настоящее время в аэропорту базируется крупнейшая вертолётная авиакомпания Азербайджана — Silk Way Helicopter Services.